# BIONZ
BIONZ是索尼在众多数码相机与數位攝影機产品中采用的高性能影像处理器。该处理器集多功能于一身，能使普通用户可以轻松实现高精确度的对焦、DRO智能曝光补偿、闪光灯控制、自动白平衡、色彩控制和红眼调节，为索尼产品的简单实用和人性化设计添上了一分。同时，BIONZ影像处理器还具有人脸识别功能，高版本的处理器还支持成人面部优先和儿童面部优先功能，其识别反应速度在业内首屈一指。

## 另見
- Canon DiG!C
- Nikon Expeed
- Sony Exmor

## 资料参考
1. ↑  .   [2009-04-11]. （原始内容存档于2009-04-01）.
2. ↑  .   [2009-04-11]. （原始内容存档于2015-06-10）.